# Dorothy Wadham

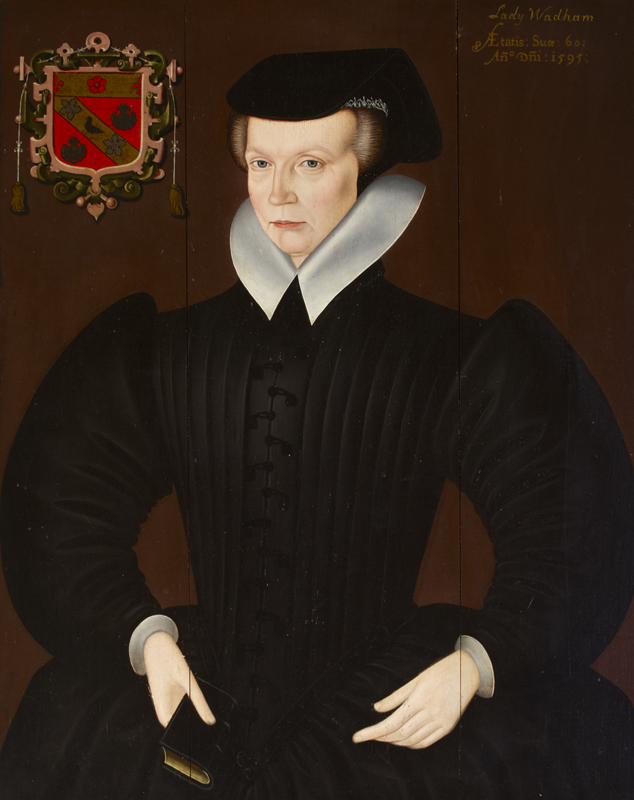
Portret Dorothy Petre Wadham (1534-1618)

Dorothy Wadham (z domu Petre) (1534/1535 – 1618) - trzecia żona Nicolasa Wadhama i założycielka Wadham College w Oksfordzie. 
Była drugim, a pierwszym które przeżyło dzieciństwo, dzieckiem Williama Petre'a, prawnika w służbie Henryka VIII, i jego żony Gertrude, córki Sir Johna Tyrrella. Według portretu wiszącego Wadham College miała 60 lat w 1595. Kiedy matka Wadham zmarła 28 maja 1541, wychowywała ją druga żona Petrego, Anne, której pierwszym mężem był członek rodziny Tyrrell. Przypuszczalnie uczyła się w domu rodzinnym w Ingatestone Hall w Esseksie. 3 września 1555 w St Botolph w Aldersgate w Londynie poślubiła Nicholasa Wadhama.
Małżonkowie mieszkali w domu rodzinnym Wadhama w Merrifield koło Ilton w Somerset. Nie mieli dzieci. Nicholas zmarł 30 października 1609. 